# 禹長春
禹長春（1898年4月8日—1959年8月10日），日本名須永長春，發表學術論文時使用音譯名Nagaharu U，韓國農學家、植物學家。他生於日本東京，二戰後前往韓國推行農業，被稱為韓國的現代農業之父，釜山有其紀念館。

## 生平

### 日本
禹長春出生於日本東京，父親是韓國人，出身丹陽禹氏，母親是日本人。1916年進入東京大學農學系。1919年畢業，進入日本政府農務省工作，研究主題包括牽牛花，以及研發出碧冬茄屬的重瓣品種。1936年，因一篇關於蕓薹屬植物的染色體分析的論文獲重視，提出了著名的“禹氏三角”。透過十字花科的雜交研究，他提出除了基因突變之外，跨物種雜交和遺傳重組也是累積變異造成種化的重要機制。因為他的研究貢獻，東京大學頒與他博士學位。
在當時的日本殖民政策之下，禹長春的韓國人身份使他一直待在農務省的基層位置；後來農務省決定讓他升遷，但要求他更改為日本姓名，禹長春決定辭職，到民間工作。

### 韓國
二戰後韓國自日本獨立，然而農業技術落後，仍仰賴從日本進口的種子。韓國政府招攬禹長春前往韓國協助發展農業。當時，日本政府不讓日本公民前往韓國，禹長春收集了能證明他祖先來自韓國的證據，向政府自首是非法移民，才成功在1950年單獨前往韓國，留下日裔的母親和妻兒。
在釜山，禹長春領導新成立的韓國農業科學研究所（後來改組為中央園藝技術院），大量培育抗病和適合當地氣候的種子，包括甘藍菜、大白菜、蘿蔔、馬鈴薯、無核西瓜以及濟州島品種的柑橘，使韓國不用再從日本進口種子。除了蔬果，禹長春也投入一部份資源研究花卉，在研究所的園區種滿許多花，並建議用大波斯菊裝飾公路和鐵路，因為它抗蟲害、無法當作放牧的草料、而且繁殖快速。
在母親的健康惡化時，禹長春曾要求前往日本，但韓國政府未核准，因此無法探望母親最後一面。為了紀念母親，他在研究室附近鑿了一口井，稱為「慈乳泉」。
1958年禹長春的身體健康開始出現問題，必須住院。他的日籍妻子渡邊小春經過一番折騰後，總算取得許可入境韓國探望。在這期間，為了表彰禹長春的貢獻，韓國政府授與獎章。在1959年，禹長春離世。

## 家人
禹長春的四女朝子，為日本企業家稻盛和夫的妻子。

## 外部連結
- http://www.lifeinkorea.com/Travel2/325 （页面存档备份，存于）